# Приключения капитана Алатристе (телесериал)
«Приключения капитана Алатристе» (исп. Las aventuras del Capitán Alatriste) — испанский исторический телесериал 2015 года, экранизация серии романов о капитане Алатристе.

## Сюжет
Сериал является экранизацией одноимённой серии романов писателя Артуро Переса-Реверте.
Солдат Диего Алатристе воевал под знамёнами короля Филиппа IV на полях Тридцатилетней войны, но после смерти друга Лопе Бальбоа вернулся в Испанию. Сын Лопе — Иньиго — разыскивает Алатристе и присоединяется к нему, так как хочет стать солдатом, как и его отец.
Тем временем Алатристе и сицилианский наёмник Гуальтерио Малатеста получают от королевского секретаря Луиса де Алькесара и инквизитора Эмилио Боканегра заказ на убийство двух иностранцев. В последний момент Алатристе, подозревая, что дело нечисто, не даёт напарнику осуществить убийство и спасает их. Оказывается, что эти иностранцы — принц Уэльский (будущий английский король Карл I) и сопровождающий его герцог Бекингем, которые инкогнито прибыли в Мадрид, чтобы попытаться устроить брак между принцем Уэльским и испанской инфантой…

## Съёмки
Ещё в 2011 году Хосе Мануэль Лоренсо предложил группе Mediaset снять подобный сериал, но тогда это не было осуществлено.
15 марта 2013 году испанская группа Mediaset España и немецкая группа «Beta Films» достигли соглашения о совместном производстве сериала. Две трети расходов взяла на себя «Mediaset», оставшуюся треть — «Beta Films». Сценарии к сериям написали Альберто Масиас, Курро Ройо, Карлос Молинеро, Марисоль Фарре и Давид Муньос. Было решено снять 13 серий длительностью по 70 минут.
Первый сезон был полностью отснят в Будапеште, где на студии «Korda» были созданы декорации, изображающие старый центр Мадрида. Съёмки начались 17 июня 2013 года, и завершились за 27 недель. Режиссёром первых двух серий был Энрике Урбису, остальные 11 серий режиссировал Сальвадор Кальво.

## В ролях
| Актёр                  | Роль                                                          |
| ---------------------- | ------------------------------------------------------------- |
| Айтор Луна             | Диего Алатристе                                               |
| Наташа Яровенко        | Мария де Кастро                                               |
| Лусия Хименес          | Каридад, владелица таверны «Турок»                            |
| Пас Вега               | Тереса де Алькесар, супруга Луиса де Алькесара, тётя Анхелики |
| Кармен Санчес          | Анхелика де Алькесар                                          |
| Маркос Руис            | Иньиго де Бальбоа                                             |
| Луис Кальехо           | Луис де Алькесар, королевский секретарь                       |
| Мигель Эрмосо Арнао    | Франсиско де Кеведо                                           |
| Аура Гарридо           | Инес де Кастро, сестра Марии де Кастро                        |
| Диана Гомес            | инфанта Анна                                                  |
| Рафаэль Себриан        | граф де Гуадальмедина                                         |
| Манель Барсело         | инквизитор Эмилио Боканегра                                   |
| Филиппо Сбальчиеро     | Гуальтерио Малатеста                                          |
| Даниэль Алонсо         | Филипп IV (король Испании)                                    |
| Константин фон Яшерофф | принц Уэльский                                                |
| Вильям Миллер          | герцог Бекингем                                               |
| Гари Пикер             | граф-герцог де Оливарес                                       |
| Уэйн Бретт             | секретарь Оливареса                                           |
| Худит Добо             | Асунта, гувернантка Анхелики                                  |

## Список серий телесериала
| Сезон | Сезон | Серий | Дата выхода в эфир | Дата последней серии | Средняя аудитория | Средняя аудитория |
| Сезон | Сезон | Серий | Дата выхода в эфир | Дата последней серии | Зрители           | Доля в процентах  |
| ----- | ----- | ----- | ------------------ | -------------------- | ----------------- | ----------------- |
|       | 1     | 13    | 7 января 2015      | 1 апреля 2015        | 776 000           | 8,8%              |

Первый сезон
|    | Название                           | Дата премьеры   | Число зрителей | В процентах |
| -- | ---------------------------------- | --------------- | -------------- | ----------- |
| 1  | Los dos ingleses                   | 7 января 2015   | 1 723 000      | 13,3 %      |
| 2  | Con la soga al cuello              | 14 января 2015  | 1 064 000      | 11,3 %      |
| 3  | Al servicio de su majestad         | 21 января 2015  | 934 000        | 9,8 %       |
| 4  | Un soldado de Tercio               | 28 января 2015  | 1 005 000      | 10,1 %      |
| 5  | Como la sangre                     | 4 февраля 2015  | 885 000        | 8,8 %       |
| 6  | Entre lobos                        | 11 февраля 2015 | 434 000        | 5,2 %       |
| 7  | Heridas que duelen y no se sienten | 18 февраля 2015 | 767 000        | 7,8 %       |
| 8  | Una tregua con el diablo           | 25 февраля 2015 | 956 000        | 11,5 %      |
| 9  | Fugitivos                          | 4 марта 2015    | 705 000        | 8,1 %       |
| 10 | Yo mato                            | 11 марта 2015   | 697 000        | 6,5 %       |
| 11 | La muerte de Martín Saldaña        | 18 марта 2015   | 305 000        | 2,9 %       |
| 12 | La retirada de Madrid              | 31 марта 2015   | 186 000        | 2,1 %       |
| 13 | Fin de partida                     | 1 апреля 2015   | 95 000         | 0,8 %       |